# Ib Mohr Olsen
Ib Mohr Olsen (* 23. November 1965) ist ein ehemaliger Fußballnationalspieler von den Färöern.

## Vereine
Olsen spielte in seiner Karriere ausschließlich beim färöischen Verein B71 Sandur, 1984 bestritt er dort unterklassig die ersten Pflichtspiele. 1989 absolvierte er bis auf eine Ausnahme alle Spiele in der ersten Liga und gewann dort den Meistertitel. Das Pokalfinale gegen HB Tórshavn wurde hingegen im Wiederholungsspiel mit 0:2 verloren. 1990 stand zum Saisonende der Abstieg aus der höchsten Spielklasse als Letztplatzierter fest. In der darauffolgenden Saison gelang als Erstplatzierter der direkte Wiederaufstieg. 1993 stand er mit seiner Mannschaft im Pokalendspiel, welches im Wiederholungsspiel mit 2:1 gegen HB Tórshavn gewonnen wurde. Auch 1994 wurde das Pokalfinale erreicht, hierbei unterlag B71 mit 1:2 gegen KÍ Klaksvík. In der Saison 1997 kam Olsen nur in der ersten Saisonhälfte zum Einsatz und setzte danach für zwei Jahre aus, erst in der zweiten Saisonhälfte 1999 bestritt er wieder Spiele für B71, die zuvor den Wiederaufstieg in die erste Liga realisierten. Ein Jahr später spielte er vorwiegend für die zweite Mannschaft in der dritten Liga und spielte auch im Hinspiel der Aufstiegsspiele zur zweiten Liga gegen LÍF Leirvík mit, welches 0:4 verloren wurde. Beim Rückspiel, welches 0:10 ausging und somit das Verbleiben in der Klasse bedeutete, gehörte Olsen nicht zum Aufgebot. 2001 wurde er nur noch sporadisch in der ersten und zweiten Mannschaft eingesetzt, bestritt aber das Rückspiel um den Klassenerhalt in der ersten Liga gegen Skála ÍF. Dieses wurde zwar mit 1:0 gewonnen, aufgrund der 1:4-Hinspielniederlage führte dies abermals zum Abstieg. In der zweiten Liga zählte Olsen wieder zu den Stammspielern, kam im letzten Saisondrittel aber nicht mehr zum Einsatz. B71 konnte schlussendlich den zweiten Platz belegen, scheiterte in den Relegationsspielen jedoch in drei Spielen an EB/Streymur. 2009 gab er mit 43 Jahren noch einmal ein kleines Comeback in der dritten Liga, wobei er zwei Partien für die zweite Mannschaft absolvierte.

## Nationalmannschaft
Olsens einziges Länderspiel für die Färöische Nationalmannschaft bestritt er gemeinsam mit den weiteren Debütanten Jan Dam und Pól F. Joensen am 8. August 1990 gegen die Auswahl Islands. In dem Freundschaftsspiel, welches in Tórshavn mit 2:3 verloren wurde, spielte er die erste Halbzeit und wurde danach für Gunnar Mohr ausgewechselt, weitere Berufungen folgten nicht mehr.

## Erfolge
- 1× Färöischer Meister: 1989
- 1× Färöischer Pokalsieger: 1993